# 2000-es Fonogram díj átadása
A 2000-es Arany Zsiráf-díjkiosztó, ebben az évben négy kategóriában is megosztott díjakat kaptak a nyertesek.

## Az év hazai rockalbuma
Ákos - Besztof (BMG)
- Charlie - Greatest Hits (Warner Music)
- Tankcsapda - Ha zajt akartok! (Sony)
- Tankcsapda - Tankológia (Sony)
- Tátrai Band - Mexicano (Sony)

## Az év külföldi rockalbuma
Santana - Supernatural (BMG)
- Eric Clapton - The Best Of (Warner Music)
- Offspring - Americana (Sony)
- Queen - Greatest Hits 3 (EMI)
- Red Hot Chili Peppers - Californication (Warner Music)

## Az év hazai popalbuma
Jazz+Az - Egynek jó (BMC Records)
- Apostol - Homokvár, légvár, kártyavár (Warner Music)
- Bon-Bon - My Name Is Bon (Universal Music)
- Cserháti Zsuzsa - Adj még a tűzből (BMG)
- Sztevanovity Zorán - Az ablak mellett (Universal Music)

## Az év külföldi popalbuma
Cher - Believe (Warner Music)
- Britney Spears - …Baby One More Time (EMI)
- Hevia - Tierra De Nadine (Sony)
- Lou Bega - A Little Bit Of Mambo (BMG)
- Ricky Martin - Ricky Martin (Sony)

## Az év hazai dance-albuma
TNT - Bumm, bumm ... (Warner Music)
- Ámokfutók - Ezüst eső (Warner Music)
- Emergency House - E.H. 3 (Warner Music)
- Kerozin - Kismalac (BMG)
- Splash - Hozd el a holnapot! (BMG)

## Az év külföldi dance-albuma
Eiffel 65 - Europop (BMG) és a Jamiroquai - Syncronized (Sony)
- Boney M. - 20th Century Hits (BMG)
- Fatboy Slim - You’ve Come a Long Way, Baby (Sony)
- Vengaboys - The Party Album (EMI)

## Az év hazai modern rockalbuma
Roy & Ádám - Tartsd életben (BMG)
- Action - A Hetedik (EMI)
- Kimnowak - Lepkegyűjtő (Sony)
- Quimby - Ékszerelmére (Universal Music)
- Venus - Egy új érzés (BMG)
- Warpigs - Quartz (Universal Music)

## Az év külföldi modern rockalbuma
Guano Apes - Proud Like A God (BMG) és a REM - Up (Warner Music)
- Jethro Tull - J-Tull.com (Record Express)
- Rage Against the Machine - The Battle of Los Angeles (Sony)
- Korn - Issues (Sony)
- David Bowie - Hours (EMI)

## Az év hazai rapalbuma
Ganxsta Zolee és a Kartel - Helldorado (Sony)
- Dopeman - Magyarország rémálma (Warner Music)
- Fekete vonat - A város másik oldalán (EMI)
- Pain - Menny és pokol (Warner Music)
- Sub Bass Monster - Félre az útból! (Warner Music)

## Az év külföldi rapalbuma
Will Smith - Willenium (Sony)
- 2 Pac - Best of - Greatest Hits (EMI)
- Lauryn Hill - The Miseducation Of (Sony)
- Will Smith - Big Willie Style (Sony)
- Puff Daddy - Forever (BMG)

## Az év hazai felfedezettje
Sub Bass Monster - Félre az útból (Warner Music) és a Venus - Egy új érzés (BMG)
- Picasso Branch - Picasso Branch (Warner Music)
- Splash - Hozd el a holnapot! (BMG)
- United - Az első (EMI)

## Az év feldolgozásalbuma
Irigy Hónaljmirigy - Selejtező (Universal Music)
- DJ Sterbinszky - Egy nyár a flörtben (EMI)
- George Michael - Songs From The Last Century (Sony)
- Koncz Zsuzsa - Miért hagytuk, hogy így legyen? (Hungaroton)
- Kovács 'Nagyember' László - Juventus Mix vol. 1 (Sony)

## Az év filmzenealbuma
Mátrix (Warner Music) és Phil Collins / Ákos - Tarzan (Record Express)
- Kalózok (BMC)
- Sztárom a párom (Notthing Hill) (Universal Music)
- Star Wars Episode I. (Sony)

## Az év hazai jazz- vagy world music albuma
Djabe - Witchi Tai To (Gramy-H Kft.)
- Ghymes - Rege (Fonó)
- Hobo és a M.É.Z. - A dublini úton (Narrator)
- Lajkó Félix - Koncert '98 (Fonó)
- Tátrai-Pálvölgyi - Csillagszél (Sony)

## Az év hangfelvétele
Jazz+Az - Egynek jó (BMC Records) hangmérnök: Reményi László